# Lambert Dinzinger
Lambert Dinzinger (* 9. Juli 1956 in München) ist ein deutscher Sportjournalist.
Lambert Dinzinger wuchs in München auf und studierte nach dem Abitur an der Ludwig-Maximilians-Universität München Sport und Katholische Religionslehre. Er gab den Lehrerberuf auf, um Sportjournalist zu werden. Ab Februar 1998 moderierte er beim Bayerischen Rundfunk die Sendung Blickpunkt Sport. Er interessiert sich besonders für die Sportarten Fußball, Tennis und Skifahren. Von 1990 bis 2014 war Lambert Dinzinger mit der Schauspielerin Christine Neubauer verheiratet. Das Paar hat zusammen einen Sohn, Lambert jr., geboren 1992. Im Januar 2011 gaben Dinzinger und Neubauer ihre Trennung bekannt, im November 2014 wurde ihre Scheidung rechtskräftig.